# عمق وجهی
در منطق موجهات،  عمق وجهی یک فرمول، عمیقترین تودرتویی  است که عمیق‌ترین تودرتو از عملگرهای وجهی (معمولاً {\displaystyle \Box } و {\displaystyle \Diamond }) است. فرمولهای وجهی بدون عملگر وجهی، دارای عمق وجهی صفر هستند.

## تعریف
عمق وجهی را می‌توان به شرح زیر تعریف شده کرد. فرض کنید{\displaystyle MD(\phi )} یک تابع باشد که عمق یک فرمول وجهی {\displaystyle \phi } را محاسبه می‌کند:
{\displaystyle MD(p)=0}، که {\displaystyle p} یک فرمول اتمی است.
{\displaystyle MD(\top )=0}
{\displaystyle MD(\bot )=0}
{\displaystyle MD(\neg \varphi )=MD(\varphi )}
{\displaystyle MD(\varphi \wedge \psi )=max(MD(\varphi ),MD(\psi ))}
{\displaystyle MD(\varphi \vee \psi )=max(MD(\varphi ),MD(\psi ))}
{\displaystyle MD(\varphi \rightarrow \psi )=max(MD(\varphi ),MD(\psi ))}
{\displaystyle MD(\Box \varphi )=1+MD(\varphi )}
{\displaystyle MD(\Diamond \varphi )=1+MD(\varphi )}

## مثال
محاسبه زیر عمق وجهی {\displaystyle \Box (\Box p\rightarrow p)} را بدست می‌دهد:
{\displaystyle MD(\Box (\Box p\rightarrow p))=}
{\displaystyle 1+MD(\Box p\rightarrow p)=}
{\displaystyle 1+max(MD(\Box p),MD(p))=}
{\displaystyle 1+max(1+MD(p),0)=}
{\displaystyle 1+max(1+0,0)=}
{\displaystyle 1+1=:2}
1. ↑  Nguyen, Linh Anh. "Constructing the Least Models for Positive Modal Logic Programs" (PDF) (به انگلیسی). p. 32. Archived from the original (PDF) on January 26, 2019. Retrieved January 26, 2019.